# NGC 4767
NGC 4767 is een elliptisch sterrenstelsel in het sterrenbeeld Centaur. Het hemelobject werd op 21 april 1835 ontdekt door de Britse astronoom John Herschel. In de buurt van dit stelsel staan ook nog de stelsels NGC 4767A en NGC 4767B.

## Synoniemen
- ESO 323-36
- MCG -6-28-23
- DCL 362
- PGC 43845